# Gabungan Parsaoran
Gabungan Parsaoran is een bestuurslaag in het regentschap Aceh Tenggara van de provincie Atjeh, Indonesië. Gabungan Parsaoran telt 359 inwoners (volkstelling 2010).